# Kazakhstan Airlines
Kazakhstan Airlines era una compagnia aerea del Kazakistan che funse da compagnia di bandiera dalla sua indipendenza nel 1991 fino al 1996, quando questo ruolo fu trasferito ad Air Kazakhstan in seguito al disastro del volo 1907.

## Storia
La dissoluzione dell'Unione Sovietica nel 1991 colpì anche la sua storica compagnia aerea di bandiera, Aeroflot. La divisione kazaka (che può essere fatta risalire alla metà degli anni 1920) fu trasformata in Kazakhstan Airlines. Le operazioni partirono nel 1992 dalla sua base all'Aeroporto Internazionale di Almaty. Per la precisione ereditò i seguenti tipi di aeromobili:
- Antonov An-24, An-26 e An-30
- Ilyushin Il-18, Il-76 e Il-86
- Tupolev Tu-134 e Tu-154
- Yakovlev Yak-40 e Yak-42

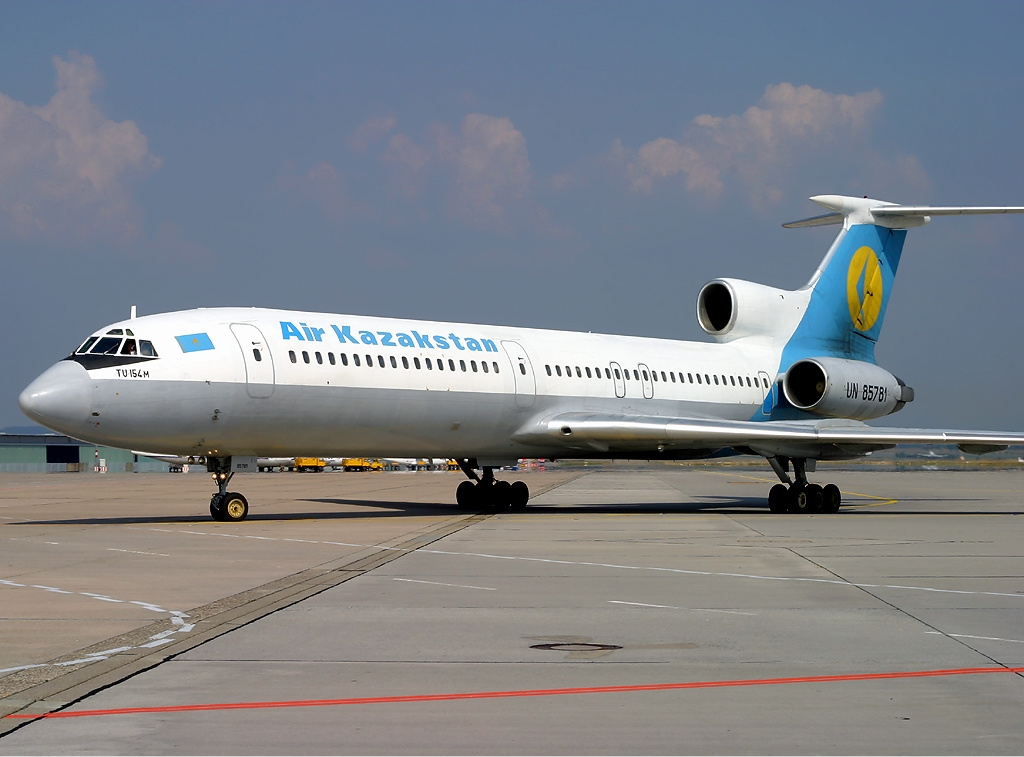
Un Tu-154M di Kazakhstan Airlines dopo essere stato incorporato nella flotta di Air Kazakhstan.

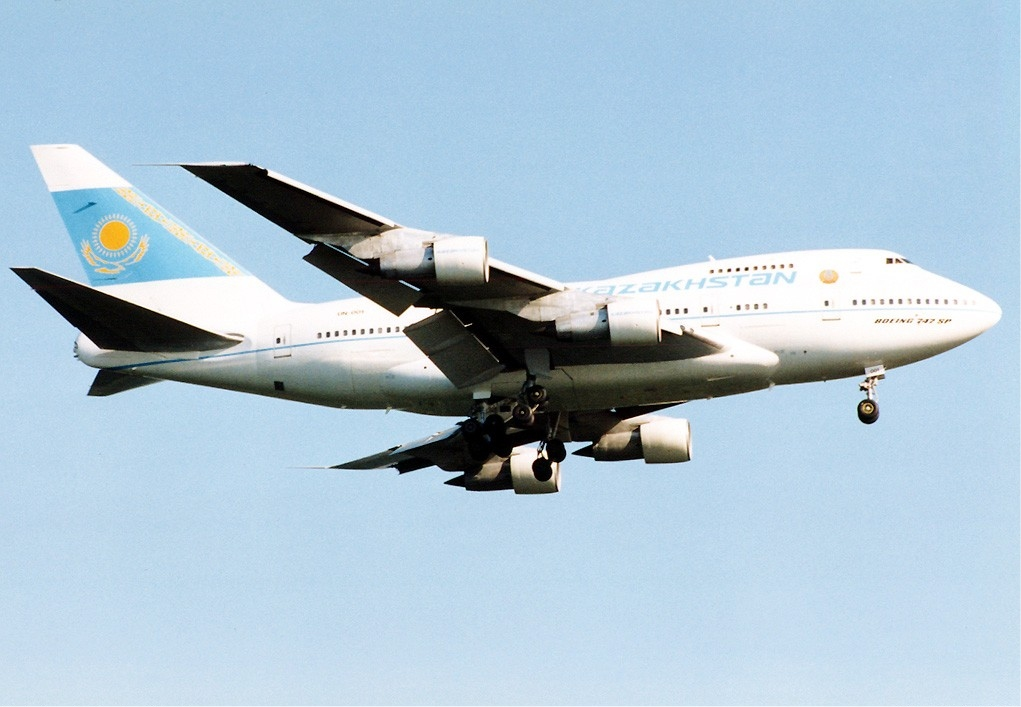
UN-001, l'unico 747 mai posseduto da Kazakhstan Airlines.

Nel febbraio 1994 venne messo in servizio un unico aereo di linea costruito in Occidente: un Boeing 747SP.
Il 747SP veniva utilizzato per servire le rotte in direzione di New York.

## Incidenti
La Kazakhstan Airlines rimase coinvolta nella collisione a mezz'aria di Charkhi Dadri, avvenuta il 12 novembre 1996 che, con i suoi 349 morti, segnò uno dei peggiori disastri aerei della storia. Un Ilyushin Il-76 della Kazakhstan Airlines, modificato per il trasporto di passeggeri ed operante come volo 1907, entrò in collisione con un Boeing 747-100B della Saudi Arabian Airlines. Le indagini sull'incidente rivelarono che i piloti del volo 1907 erano scesi dall'altitudine loro assegnata, un errore attribuito ad uno scarso addestramento e un'insufficiente padronanza della lingua inglese. Di conseguenza, il governo del Kazakistan annunciò che la Kazakhstan Airlines era in bancarotta, trasferendo le sue attività alla neonata Air Kazakhstan (che tuttavia sarebbe fallita nel 2004, pochi anni dopo).
C'erano già stati almeno quattro incidenti che avevano portato alla distruzione di un aereo della Kazakhstan Airlines, nessuno dei quali con vittime note:
- Il 16 gennaio 1993, un Antonov An-24 (registrato come UN-46478), con diciannove passeggeri e quattro membri dell'equipaggio, atterrò all'aeroporto di Kostanay. Durante l'avvicinamento all'aeroporto, il motore dell'ala sinistra si guastò e i piloti non riuscirono ad allineare correttamente l'aereo con la pista rendendo impossibile eseguire una riattaccata. Di conseguenza, l'aereo impattò con il suolo a 162 metri dalla soglia della pista.[3]
- Il 21 gennaio 1995, un Tupolev Tu-154 (registrato come UN-85455) superò la pista durante un tentativo di decollo all'aeroporto Internazionale di Caraci. A bordo c'erano 105 passeggeri e cinque membri dell'equipaggio; l'aereo era sovraccarico di sei tonnellate.[4]
- Il 13 aprile 1995, uno Yakovlev Yak-40 (registrato come UN-88181) virò fuori dalla pista dell'aeroporto di Taraz durante un atterraggio con vento di traverso. L'aereo, con 28 passeggeri e 3 membri dell'equipaggio a bordo, colpì una barriera di cemento e il carrello collassò.[5]
- Il 1º novembre 1995, un Antonov An-24 (registrato UN-47710) atterrò su un campo a 1100 metri dalla soglia della pista dell'aeroporto di Shymkent dopo un guasto a uno dei motori ed errori dei piloti. L'aereo era usato durante un volo di addestramento con quattro membri dell'equipaggio a bordo.[6]